# 被保险人
被保險人（英語：Insured），是指保險契約中的保險標的，如果被保險人發生契約約定的保險事故，有賠償請求權，此時保險公司有給付保險金的義務，被保險人可能是個人、團體或組織。

## 被保險人與要保人的關係
要保人向保險公司投保時，要保人跟被保險人可以是同一人，如果要保人與被保險人為不同人時，需被保險人同意保險內容（生存、死亡、疾病或傷害）及保險金額，要保人與被保險人需具有下列「保險利益」（參見中華民國保險法第16條）：
1. 本人或其家屬。
2. 生活費或教育費所仰給之人。
3. 債務人。
4. 為本人管理財產或利益之人。[4][5]

## 未成年被保險人的保險給付限制
各地對於未成年人投保死亡保險之規定不同，法國、韓國及澳門是禁止未成年人做為被保險人，有些國家地區則是採取限額投保，例如美國紐約州對未成年人理賠上限為5萬美元，德國對未成年人理賠上限為8,000歐元，日本對未成年人理賠上限為1,000萬日元。。台灣則是規定對未滿15歲的被保險人死亡時，保險公司不理賠，但需退還要保人已繳的保險費並加計利息，或投資型保單的帳戶價值。

## 外部連結
- . 台灣聯合法律事務所.   [2019-07-14]. （原始内容存档于2017-08-06） （中文）.
- . 中時電子報. 2019-01-07  [2019-07-14]. （原始内容存档于2021-12-05）.
- . 台灣聯合法律事務所.   [2019-07-14]. （原始内容存档于2017-08-07） （中文）.